# Fintelligens
Fintelligens is een hiphop-groep uit Finland bestaande uit Elastinen en Iso H. In 1998 kreeg de groep een platencontract bij Sony Music en in 2003 is Fintelligens samen met de hiphop-formatie Kapasiteettyksikkö een eigen platenmaatschappij begonnen, Rähinä Records. Fintelligens is de meest succesvolle Finstalige hiphop-groep, gelet op de verkoopcijfers. Hun debuutalbum Renesanssi ging meer dan 20.000 keer over de toonbank en ook andere platen van de groep waren gouden platen in Finland. Stockholm / Helsinki (in samenwerking met de Zweedse rappers Petter en PeeWee) en Kaikki Peliin (de theme-song voor het wereldkampioenschap ijshockey in Finland, 2003) waren nummer 1-hits.

## Discografie

### Albums
- Renesanssi (2000)
- Tän tahtiin (2001)
- Kokemusten summa (2002)
- Lisää (2008)
- Mun tie tai maantie (2010)

### Compilaties
- Nää Vuodet 1997-2003 (2003)
- Collections (2007)